# Another Way
Another Way je ime pjesme talijanskog DJ-a Gigija D'Agostina objavljena 1999. Poslije je postala dostupna u još tri verzije: Radio Cut, Tanzen Mix, LP Mix. Pjesma je također dostupna na albumu "L'Amour Toujours II" gdje je poznata kao "Another Way In Spiaggia Al Tramonto"